# ナタリー・ケリー
ナタリー・ケリー（Nathalie Kelley 、1984年3月10日 - ）は、ペルーのリマ生まれのオーストラリアの女優である。

## 略歴
父親はアルゼンチン人、母親はペルー人。母親の再婚に伴って2歳のときにオーストラリアへ移住する。
シドニーにあるニコール・キッドマンの出身校North Sydney Girls High Schoolへ通ったことがきっかけで女優を目指すようになる。ニューサウスウェールズ大学では国際関係論や政治学を学んだ。卒業後にロサンゼルスに移り、2006年『ワイルドスピードX3 TOKYO DRIFT』のヒロイン役を射止め、映画デビュー。